# Anna Hvoslef
Anna Hvoslef (5 octobre 1866 - 11 mars 1954) est une journaliste norvégienne, femme politique conservatrice et féministe. Il s'agit de l'une des premières femmes journalistes professionnelles de Norvège, elle est la première femme à travailler comme journaliste au grand journal Aftenposten et est présidente de l'Association norvégienne pour les droits des femmes de 1930 à 1935.

## Biographie
Elle est née à Larvik à Vestfold, en Norvège. Elle est la fille de Johan Christian Georg Hvoslef (1819-1889). Son père est un avocat qui est gouverneur du comté de Lister og Mandals amt (renommé en 1919 Vest-Agder, aujourd’hui dissout).
Elle est l'une des premières femmes journalistes norvégiennes. Elle est employée par le principal quotidien conservateur Aftenposten de 1897 à 1935 en tant que première femme journaliste. En tant que journaliste, elle se concentre principalement sur la littérature. Elle publie des récits de voyage lors de ses trajets en Europe et en Amérique. Elle est la première femme membre de l'Association de la presse conservatrice et présidente de l'Association norvégienne pour les droits des femmes de 1930 à 1935.